# Mercedes-Benz W123
A Mercedes-Benz W123 a Mercedes középkategóriás autója, amelyet 1976 és 1985 között gyártottak. 

## Története
A típus a Mercedes-Benz történetének legsikeresebb, legnagyobb darabszámban eladott modellje, összesen 2,7 millió talált gazdára. Elődje az itthon „állólámpásként” is ismert W114 / W115 modell volt, utódja pedig a W124. A típusból kupé, limuzin, nyújtott limuzin és kombi változat is készült. Látványos különbség az 1982-es modellfrissítés utáni modelleken a korábbi körbetétes első lámpatestek lecserélése hagyományos izzókra, de az amerikai piacra készült modelleken ez továbbra is megmaradt a helyi szabványú izzók befogadása miatt.
Ezt a típust Magyarországon „zöldséges Mercinek” is nevezték, mivel sok kisvállalkozó előszeretettel használta. Taxiként is népszerű típus volt nemzetközi szinten. Az európai forgalomból kikopva főleg a Közel-Keleten használják manapság is.

## Elnevezésük

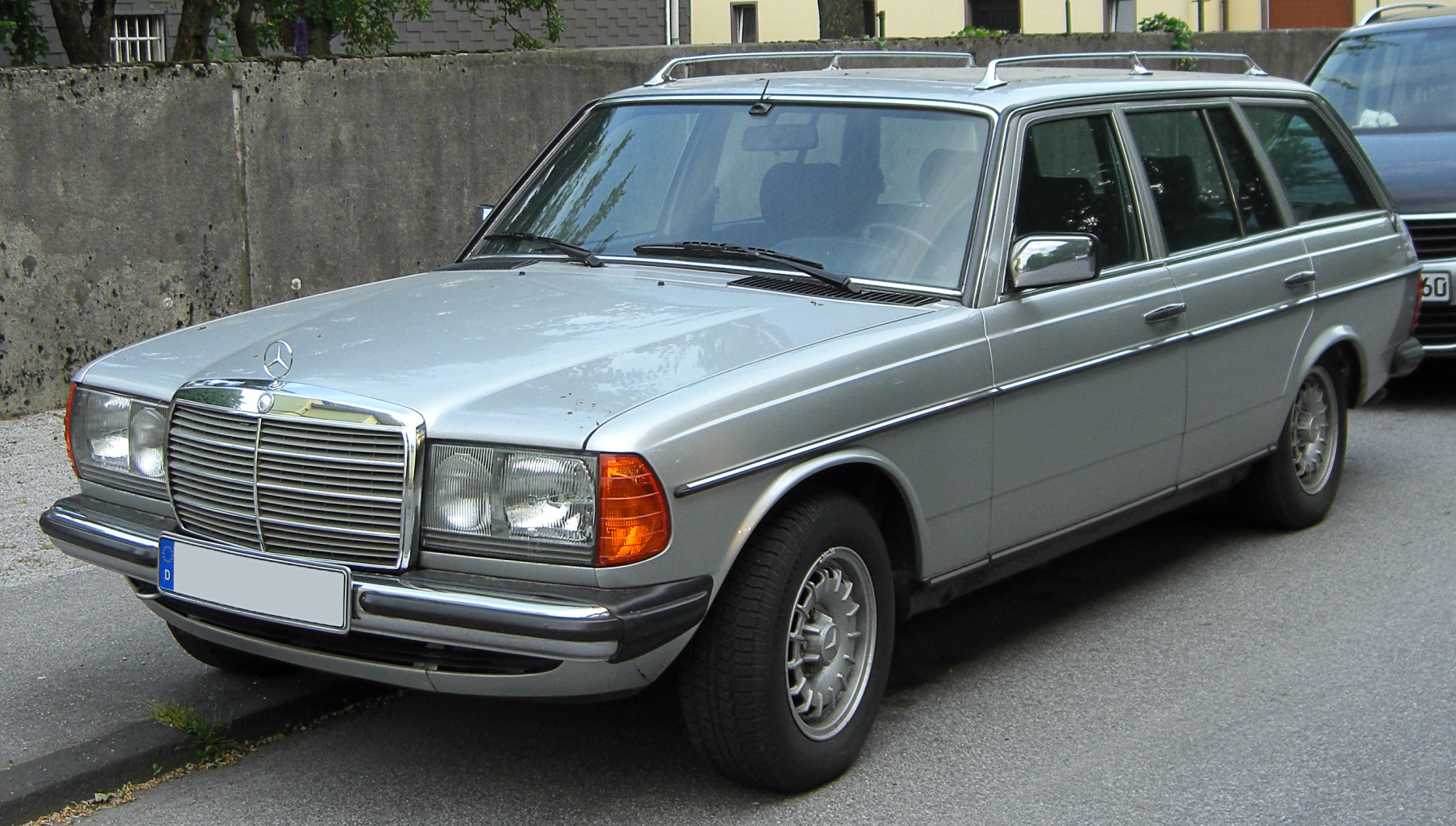
Mercedes-Benz S123 kombi (T)

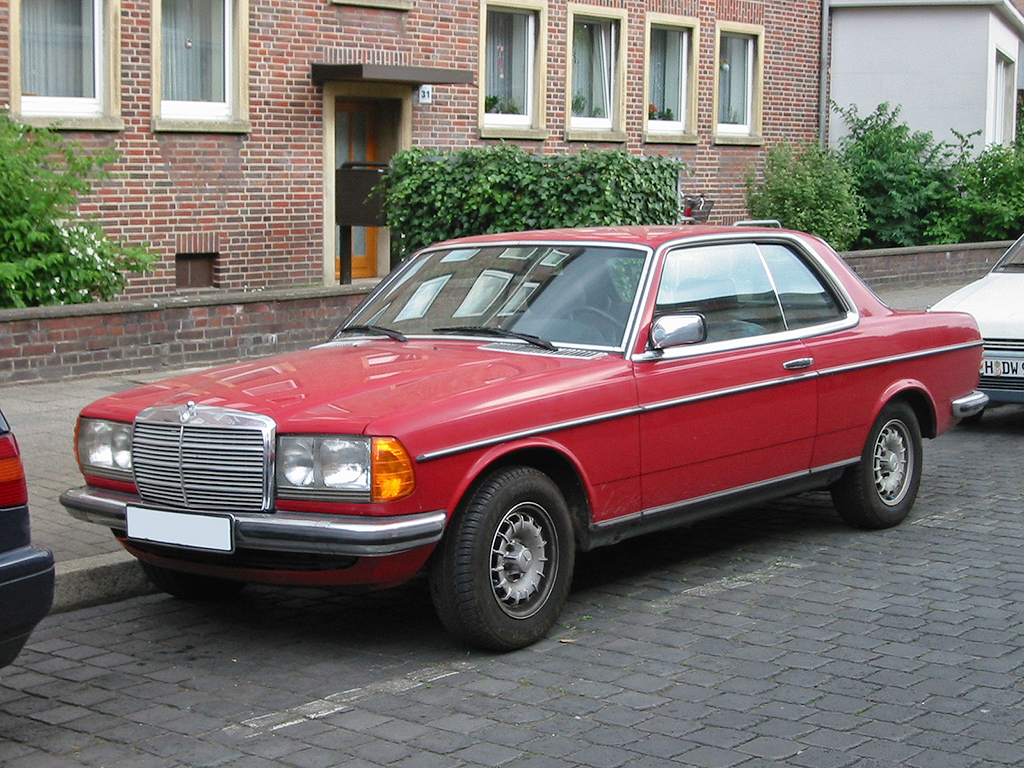
Mercedes-Benz C123 kupé (C)

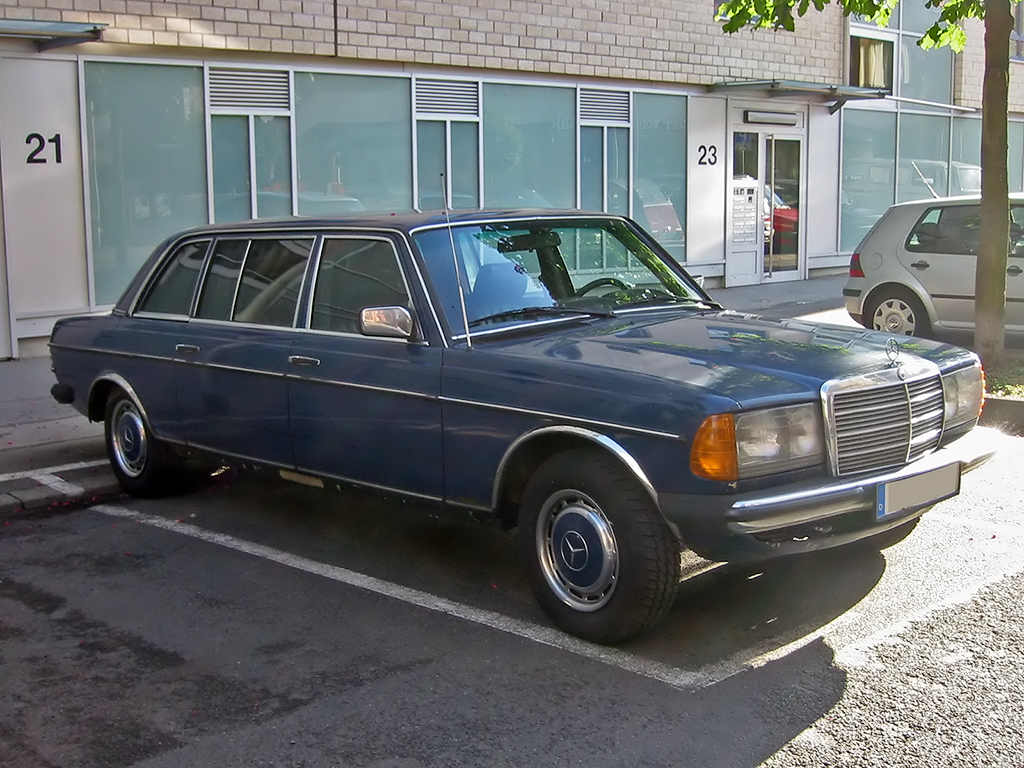
Mercedes-Benz V123 nyújtott limuzin (LWB vagy Lang)

A Mercedesnél a gyári kódokban a „W” betű csak a négyajtós modellekre, azaz a limuzinokra vonatkozik, a kombinak S123, a kupénak C123, a nyújtott limuzinnak pedig V123 a kódja.
Szokás szerint a modell neve utal a motor és a kocsi típusára.
- D: Diesel,
- E: Einspritzung (üzemanyag-befecskendezés)
- LWB: Long-wheelbase, vagyis hosszú tengelytávú, de a németek csak „hosszú”-ként (Lang) utaltak a típusra
- T: Transport és Tourism (kombi)
- C: Coupé

## Modellek
| Alvázkód | Év        | Modell      | Motor                 | Legyártott darabszám |
| -------- | --------- | ----------- | --------------------- | -------------------- |
| W123.020 | 1976–1980 | 200         | 2.0 L M115 I4         | 158 772              |
| W123.220 | 1980–1985 | 200         | 2.0 L M102 I4         | 217 315              |
| W123.280 | 1980–1986 | 200T        | 2.0 L M102 I4         | 18 860               |
| W123.120 | 1976–1985 | 200D        | 2.0 L OM615 I4 Diesel | 378 138              |
| W123.126 | 1976–1979 | 220D        | 2.2 L OM615 I4 Diesel | 56 736               |
| W123.023 | 1976–1981 | 230         | 2.3 L M115 I4         | 195 920              |
| W123.223 | 1980–1985 | 230E        | 2.3 L M102 I4         | 245 588              |
| W123.043 | 1977–1980 | 230C        | 2.3 L M115 I4         | 18 675               |
| W123.243 | 1980–1985 | 230CE       | 2.3 L M102 I4         | 29 858               |
| W123.083 | 1978–1980 | 230T        | 2.3 L M115 I4         | 6884                 |
| W123.283 | 1980–1986 | 230TE       | 2.3 L M102 I4         | 42 284               |
| W123.123 | 1976–1985 | 240D        | 2.4 L OM616 I4 Diesel | 448 986              |
| W123.125 | 1977–1985 | 240D LWB    | 2.4 L OM616 I4 Diesel | 3841                 |
| W123.183 | 1978–1986 | 240TD       | 2.4 L OM616 I4 Diesel | 38 903               |
| W123.026 | 1976–1985 | 250         | 2.5 L M123 I6         | 114 796              |
| W123.028 | 1977–1985 | 250 LWB     | 2.5 L M123 I6         | 5180                 |
| W123.086 | 1978–1982 | 250T        | 2.5 L M123 I6         | 7704                 |
| W123.030 | 1976–1981 | 280         | 2.8 L M110 I6         | 33 206               |
| W123.033 | 1976–1985 | 280E        | 2.8 L M110 I6         | 126 004              |
| W123.050 | 1977–1980 | 280C        | 2.8 L M110 I6         | 3704                 |
| W123.053 | 1977–1985 | 280CE       | 2.8 L M110 I6         | 32 138               |
| W123.093 | 1978–1986 | 280TE       | 2.8 L M110 I6         | 19 789               |
| W123.130 | 1976–1985 | 300D        | 3.0 L OM617 I5 Diesel | 324 718              |
| W123.132 | 1977–1985 | 300D LWB    | 3.0 L OM617 I5 Diesel | 4679                 |
| W123.133 | 1981–1985 | 300D Turbo  | 3.0 L OM617 I5 Diesel | 75 261               |
| W123.150 | 1977–1981 | 300CD       | 3.0 L OM617 I5 Diesel | 7502                 |
| W123.153 | 1981–1985 | 300CD Turbo | 3.0 L OM617 I5 Diesel | 8007                 |
| W123.190 | 1978–1986 | 300TD       | 3.0 L OM617 I5 Diesel | 36 874               |
| W123.193 | 1980–1986 | 300TD Turbo | 3.0 L OM617 I5 Diesel | 28 219               |

## Észak-Amerika és USA piac különbségek

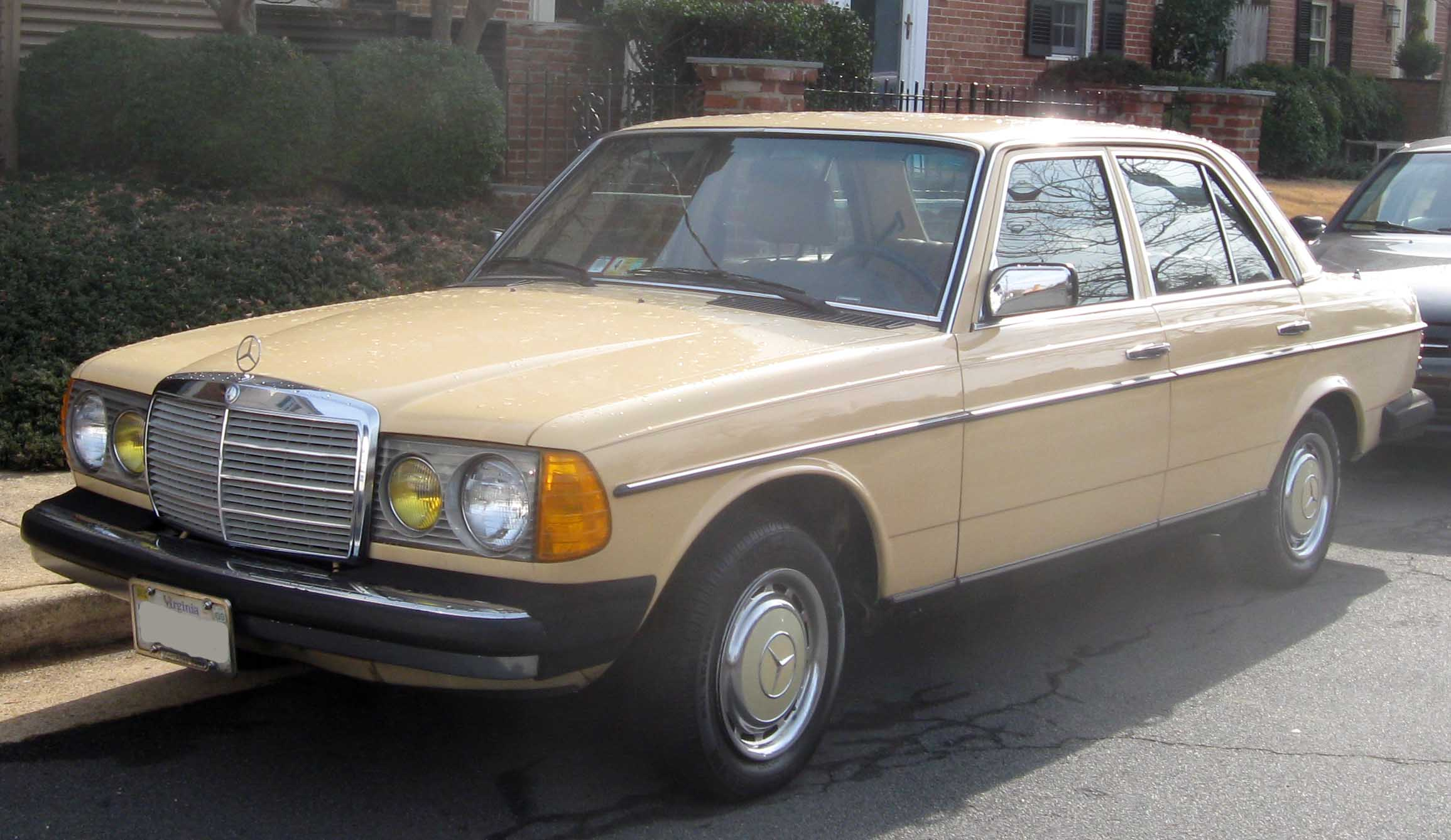
Mercedes-Benz W123 USA-változat

Számos importált európai és távol-keleti típushoz hasonlóan a Mercedes 123 amerikai változatai is több ponton különböztek az európaitól az ottani előírások miatt, ilyenek a rugalmas biztonsági lökhárító vagy az amerikai szabványú izzók miatt módosított lámpatestek, de motorok terén is voltak csak Észak-amerikai piacra szánt verziók, ahogy a felszereltség is módosult, például szériatartozék volt a légkondicionáló, ami Európában csak felárért volt kérhető.

### Észak-Amerika
- 300D turbodiesel (1982–1985)
- 300CD turbodiesel (1982–1985)
- 300TD turbodiesel (1981–1985)

### USA
- 240D (1977–1983) – OM616.912 67hp/53kW
- 280E (1977–1981) – 185hp/136kW
- 300D (1977–1983) – OM617.912 88hp/65kW
- 300D (1982–1985) – OM617.952 turbo 123hp/92kW (unofficially "300Dt")
- 300TD (1979–1985) – OM617.952 turbo 123hp/92kW (unofficially "300TDt")

## Lásd még
- Mercedes-Benz W114/115
- Mercedes-Benz E osztály